# Sagrits museum
Het Sagrits Museum is een museumwoning in het Estse dorp Karepa gevestigd in de Kalame boerderij. Het museum is gewijd aan het werk van Richard Sagrits, die geboren is op deze boerderij. Het museum herbergt de grootste collectie schilderijen van Sagrits, evenals tijdelijke kunsttentoonstellingen. Daarnaast biedt het museum inzicht in het rijke erfgoed van de Kalame boerderij, met verschillende 19e-eeuwse gebouwen, waaronder het karakteristieke rieten huis dat typerend is voor de kuststreek van Noord-Estland, de graanschuur en de unieke palingkeuken met historische visuitrusting. Bovendien is er een rotstuin aangelegd door Alice Sagrits, de echtgenote van de kunstenaar. Na de dood van Sagrits in 1968 bleef de boerderij in familiebezit. In 1997, vlak voor haar overlijden, schonk de weduwe van Sagrits de Kalame-boerderij, samen met de volledige kunstcollectie, archieven, foto’s en een groot deel van de inboedel, aan het museum van Rakvere. Ze deed dit met de wens om van de boerderij een aan de schilder gewijd museum te maken. In 2000 opende het museum zijn deuren. Sinds 2002 behoort het tot de stichting Virumaa Museums.
Altja vishutten en taverne · Burgerhuismuseum · Ests politiemuseum · Kasteel Palmse · Kasteel Rakvere · Kasteel Toolse ·  Rehbinderhuis ·  Sagrits museum